# Monolluma socotrana
Monolluma socotrana är en oleanderväxtart som först beskrevs av Isaac Bayley Balfour, och fick sitt nu gällande namn av Meve och Liede. Monolluma socotrana ingår i släktet Monolluma och familjen oleanderväxter. Inga underarter finns listade i Catalogue of Life.